# Hyazinthen-Blaustern
Der Hyazinthen-Blaustern (Scilla hyacinthoides, Syn.: Nectaroscilla hyacinthoides (L.) Parl.) ist eine Pflanzenart aus der Gattung der Blausterne (Scilla) in der Familie der Spargelgewächse (Asparagaceae).

## Beschreibung
Der Hyazinthen-Blaustern ist eine ausdauernde, krautige Pflanze, die Wuchshöhen von 30 bis 80 Zentimeter erreicht. Dieser Geophyt bildet Zwiebeln als Überdauerungsorgane aus. Die vier bis zwölf in einer grundständigen Rosette zusammenstehenden Laubblätter sind einfach, 30 bis 60 Zentimeter lang und 1,5 bis 2,5 Zentimeter breit, schmal lanzettlich, rinnig und am Rand kurz bewimpert.
40 bis 180 Blüten bilden eine dichte Traube. Die unteren Deckblätter sind 1 Millimeter lang. Die radiärsymmetrischen, zwittrigen Blüten sind dreizählig. Die sechs gleichgestaltigen Blütenhüllblätter sind 6 bis 7 Millimeter lang und 2 Millimeter breit, hell blauviolett und glockig bis sternförmig ausgebreitet.
Die Blütezeit reicht von April bis Mai.

## Vorkommen
Das natürliche Verbreitungsgebiet ist der östliche Mittelmeerraum. Hier kommt der Hyazinthen-Blaustern auf den ostägäischen Inseln, in der West- und Süd-Türkei, in Syrien, dem Libanon, Palästina und im Irak auf trockenen Kalkfelsrasen vor. Im westlichen und zentralen Mittelmeerraum (Korsika, Frankreich, Portugal, Sardinien, Spanien, Griechenland, Italien, Sizilien, ehemaliges Jugoslawien, Algerien) sowie in South Australia und in den US-amerikanischen Bundesstaaten Texas und Louisiana wurde die Art eingebürgert. Angaben von Kreta und von Zypern werden bezweifelt.

## Nutzung
Der Hyazinthen-Blaustern wird selten als Zierpflanze in Rabatten genutzt und ist seit 1576 in Kultur.